# استتزانو
استتزانو (به ایتالیایی: Stezzano) یک کومونه در ایتالیا است که در استان برگامو واقع شده‌است.

## خصوصیات
استتزانو ۹٫۳ کیلومترمربع مساحت و ۱۲٬۱۴۶ نفر جمعیت دارد و ۲۱۱ متر بالاتر از سطح دریا واقع شده‌است.